# Staatliche Museen zu Berlin
Staatliche Museen zu Berlin (Státní muzea v Berlíně) je sdružení berlínských institucí, které zahrnuje 17 muzeí, knihovny, vědecké ústavy a podpůrné organizace. Jsou řízeny Nadací pruského kulturního dědictví (Stiftung Preußischer Kulturbesitz, SPK) a financovány německou federální vládou i vládami spolkových zemí. Sbírky z obou částí Berlína byly sloučeny po sjednocení Německa na základě Smlouvy o sjednocení z 1. ledna 1992. Berlínská státní muzea se roku 2007 stala s 2000 zaměstnanci a ročním rozpočtem 250 milionů euro největším komplexem muzejních institucí v Evropě s 5 miliony návštěvníků ročně.

## Historie
Počátky tří hlavních nadačních institucí - Muzea, knihovny a archivu se datují do roku 1661, kdy Velký kurfiřt Fridrich Vilém I. Braniborský založil v křídle berlínského paláce vlastní knihovnu. Roku 1830 Karl Friedrich Schinkel založil Altes Museum a začalo budování muzeí na Muzejním ostrově. Již po rozpuštění říše na konci první světové války byla státem řízená muzea v centru Berlína spojena do podoby Staatliche Museen zu Berlin. Skutečná síť muzeí vznikla zákonem německého Spolkového sněmu až roku 1957, za účelem zachování kulturního dědictví Pruska. Vzhledem k tomu, že některá pruská muzea a knihovny zůstaly ve východním Berlíně, musela SPK stavět na západě nové budovy. Kulturforum a Staatsbibliothek vznikly na Potsdamer Platz, zatímco v Dahlemu byla postavena muzea pro neevropské sbírky.
K Nadaci pruského kulturního dědictví (Stiftung Preußischer Kulturbesitz) se kromě federální vlády připojily také spolkové země Bádensko-Württembersko, Berlín, Severní Porýní-Vestfálsko a Šlesvicko-Holštýnsko a roku 1975 se přidaly další země, včetně Bavorska. Spolková vláda, stejně jako Berlín a Severní Porýní-Vestfálsko posílají dva zástupce do 20členné správní rady a zbývající země po jednom. Finanční zátěž nese ze 75 procent federální vláda, zbývajících 25 procent přebírají země podle složitého klíče, který je založen na příjmech obyvatelstva a daních.
Muzejní ostrov je od roku 1999 součástí světového kulturního dědictví UNESCO. Nacházejí se na něm Alte Nationalgalerie, Altes Museum, Neues Museum, Bode Museum, Pergamon Museum, Berlínská katedrála (Berliner Dom) a Rajská zahrada (Lustgarten).
Zvláštním rysem Staatliche Museen zu Berlin je, že se nejedná o dvorskou sbírku. Její encyklopedická šířka vznikla prací mnoha soukromých donátorů, vědců a historiků umění a budovali ji ředitelé jako Richard Schöne, Wilhelm von Bode nebo Hugo von Tschudi. Po roce 1933 nacisté mimo jiné vyhnali Maxe Friedländera, ředitele Gemäldegalerie, a Curta Glasera, ředitele umělecké knihovny i mnoho židovských vědců. Ze sbírek bylo odstraněno přes 500 děl, která nacisté označili za Zvrhlé umění („Entarteten Kunst“). Další ztráty vznikly po válce, kdy bylo mnoho cenných artefaktů odvezeno jako válečná kompenzace do Ruska nebo Polska. Osud některých děl zůstává nejasný, protože v bunkru ve Friedrichshainu, kde byly uloženy obrazy Rubense nebo Tiziana, vojáci Rudé armády způsobili požár a není známo, zda obrazy předtím odvezli do Ruska. Roku 1958 Rusové část zabavených uměleckých děl vrátili do Východního Berlína.

### Správa

#### Staatliche Museen zu Berlin
- Generální ředitel: Michael Eissenhauer (od roku 2008), od roku 2016 působí i jako profesor Humboldtovy univerzity v Berlíně

#### Stiftung Preußischer Kulturbesitz
- Prezident: prof. Hermann Parzinger
- Správní rada - je nejvyšším politickým rozhodovacím orgánem nadace. Zahrnuje federální vládu a všech 16 spolkových zemí. Volí prezidenta a schvaluje roční rozpočet.
- Poradní sbor - jeho maximálně 15 členů jsou dobrovolníci, zástupci významných německých vědeckých a kulturních institucí. Navrhují je federální a státní vlády a jmenuje je Nadační rada. Jejich funkční období je pět let, odvolání je povoleno.

## Muzea

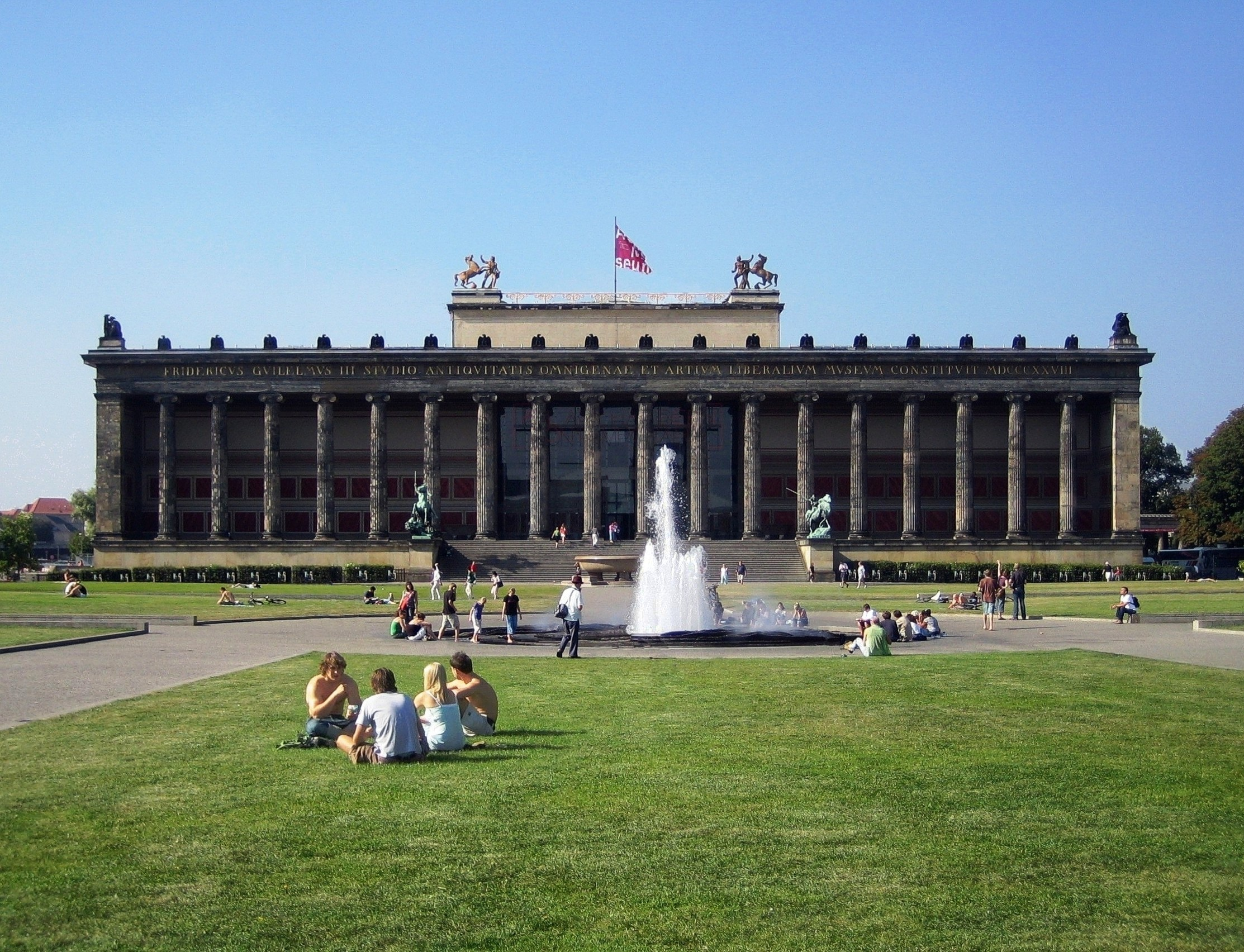
Altes Museum na Muzejním ostrově

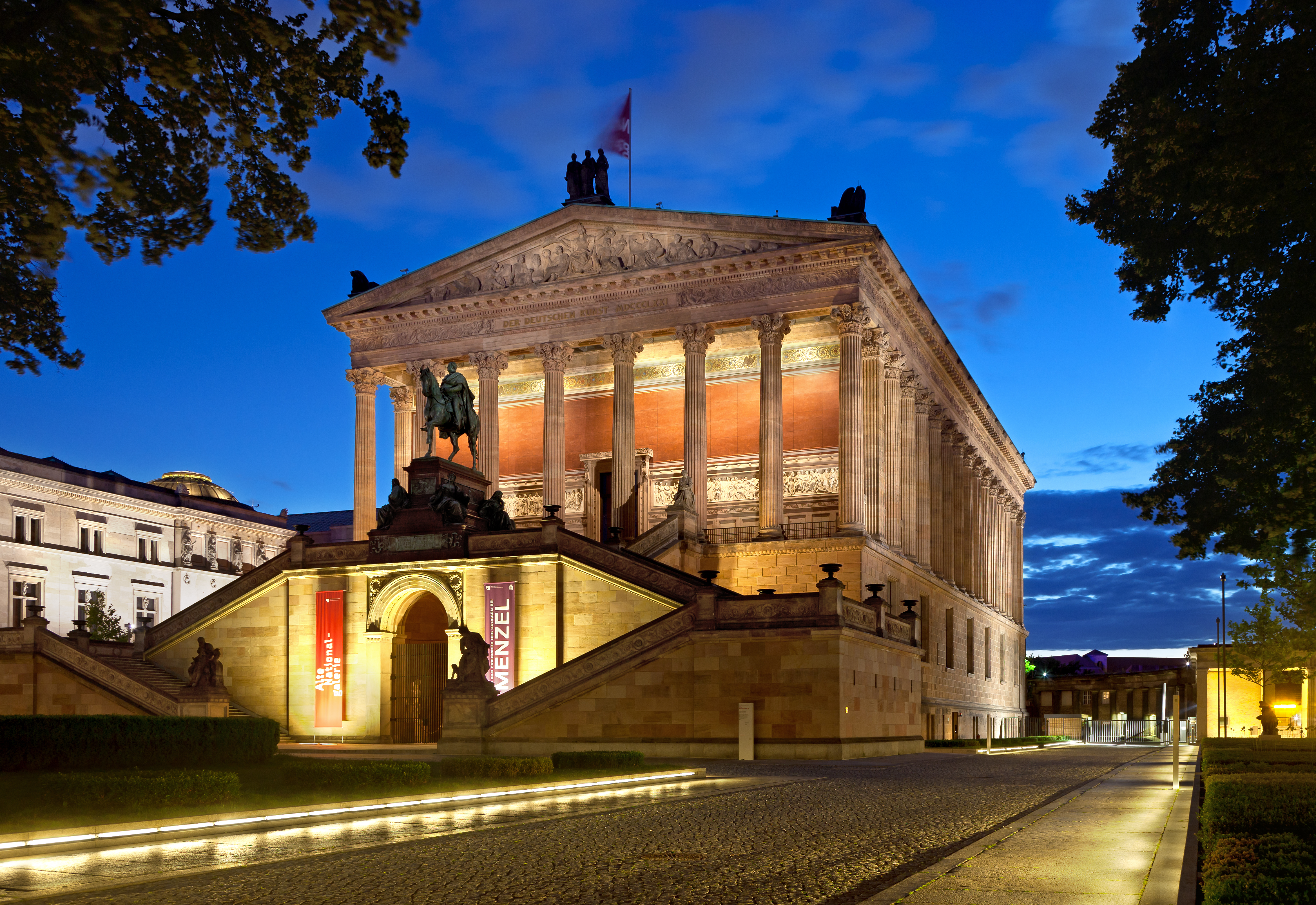
Stará Národní galerie

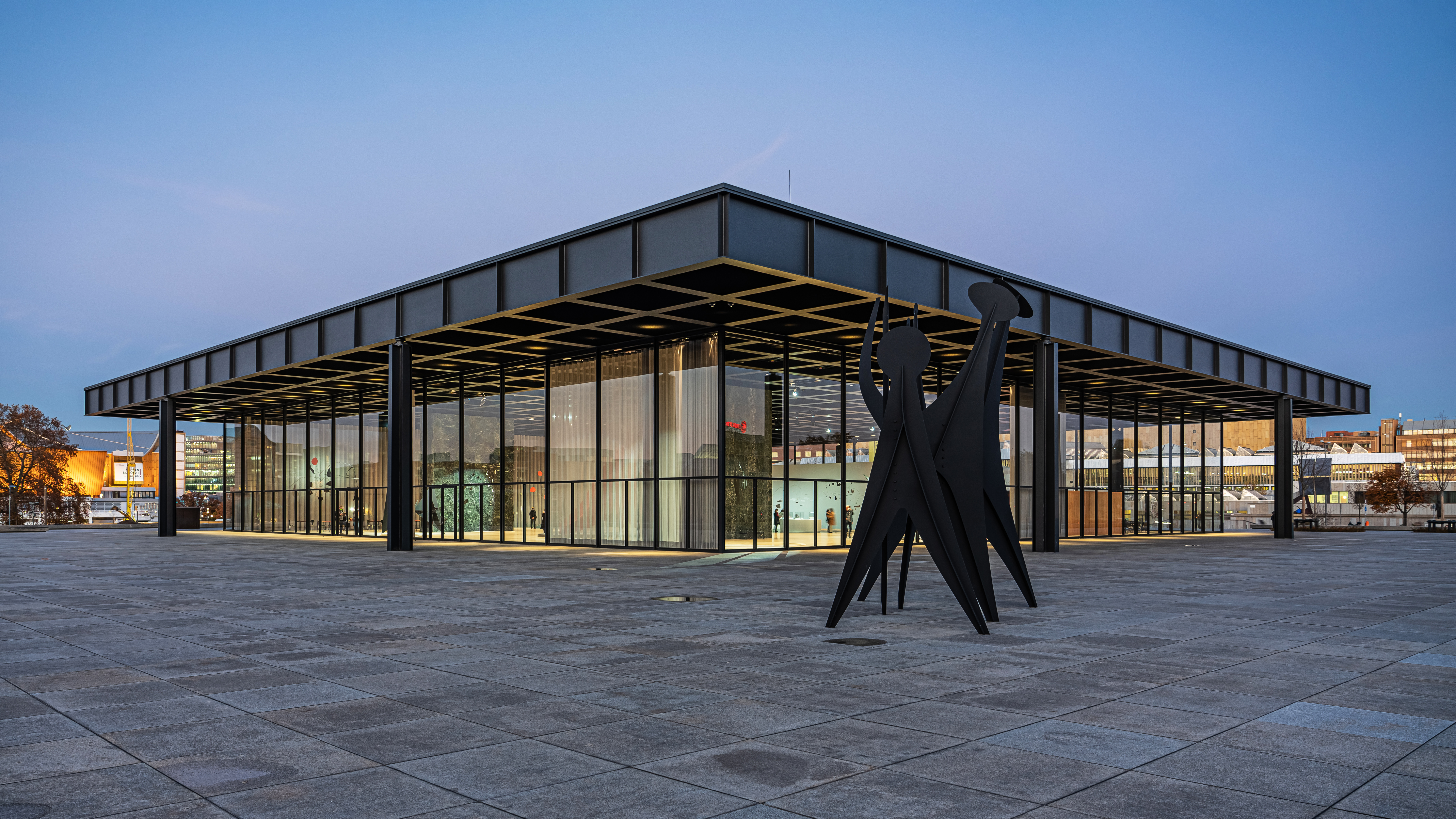
Nová Národní galerie

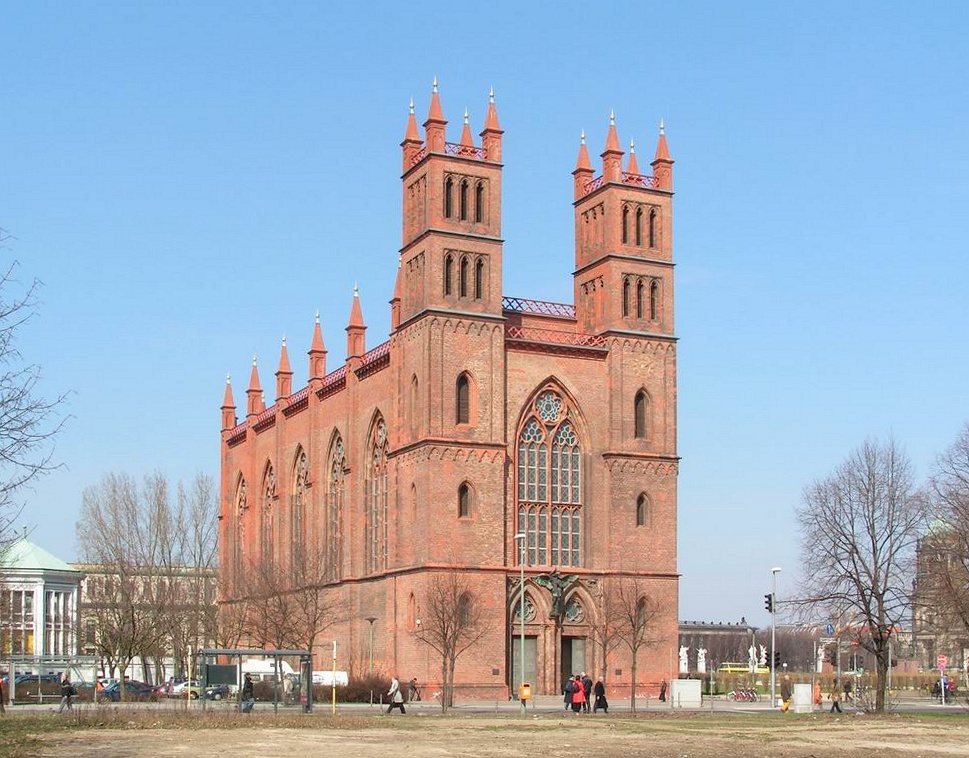
Kostel Friedrichswerder

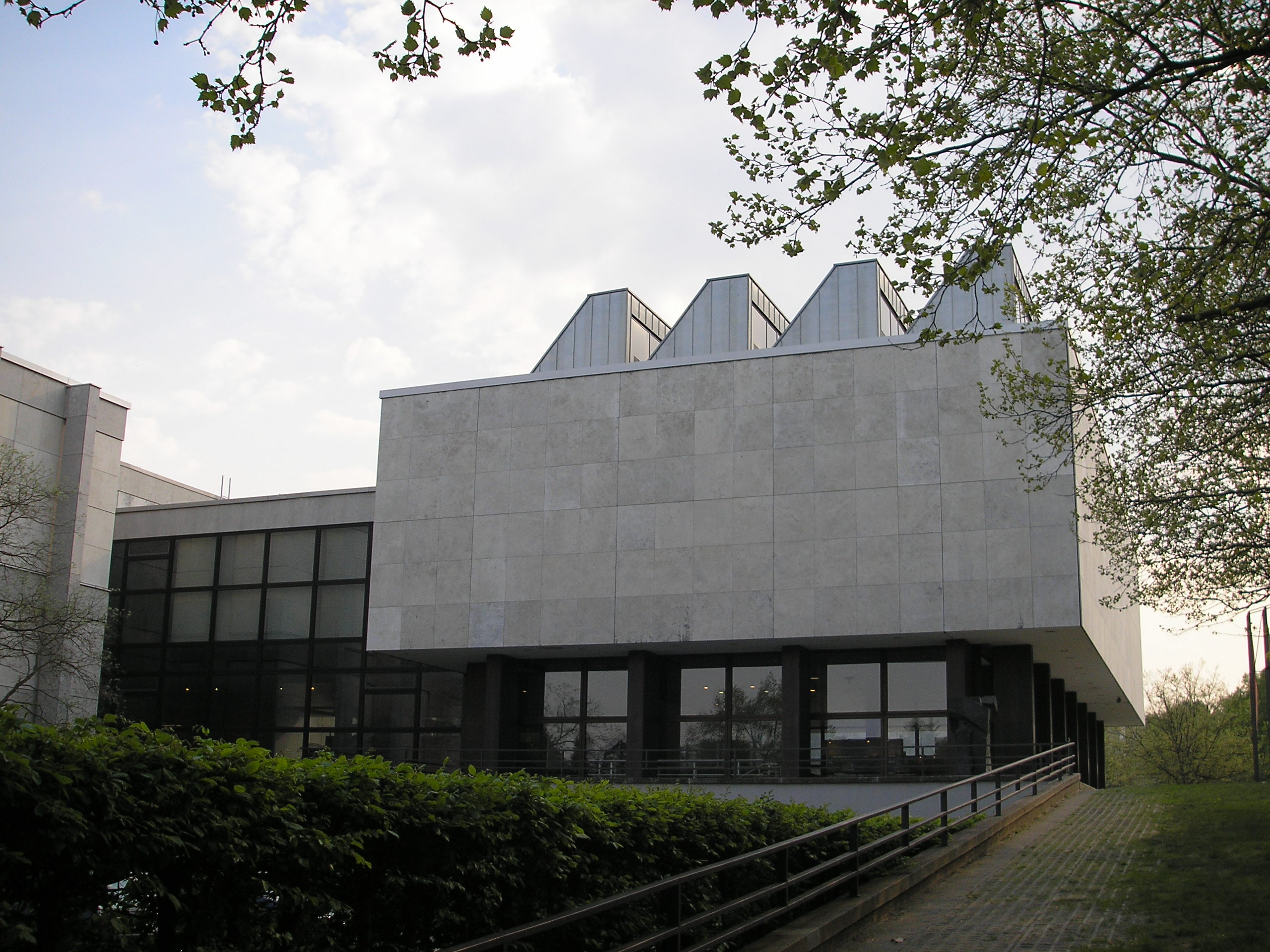
Museen Dahlem

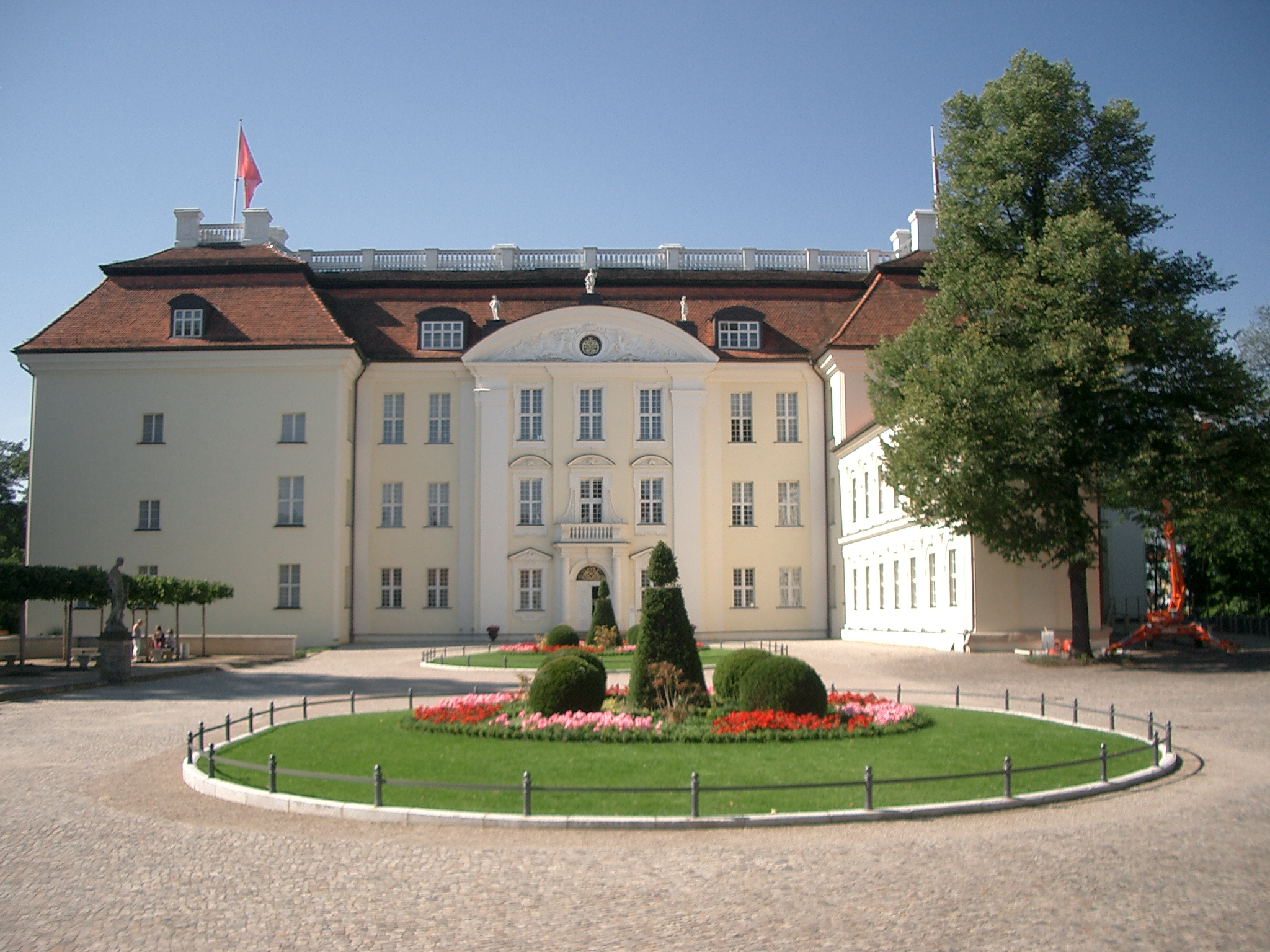
Zámek Köpenick

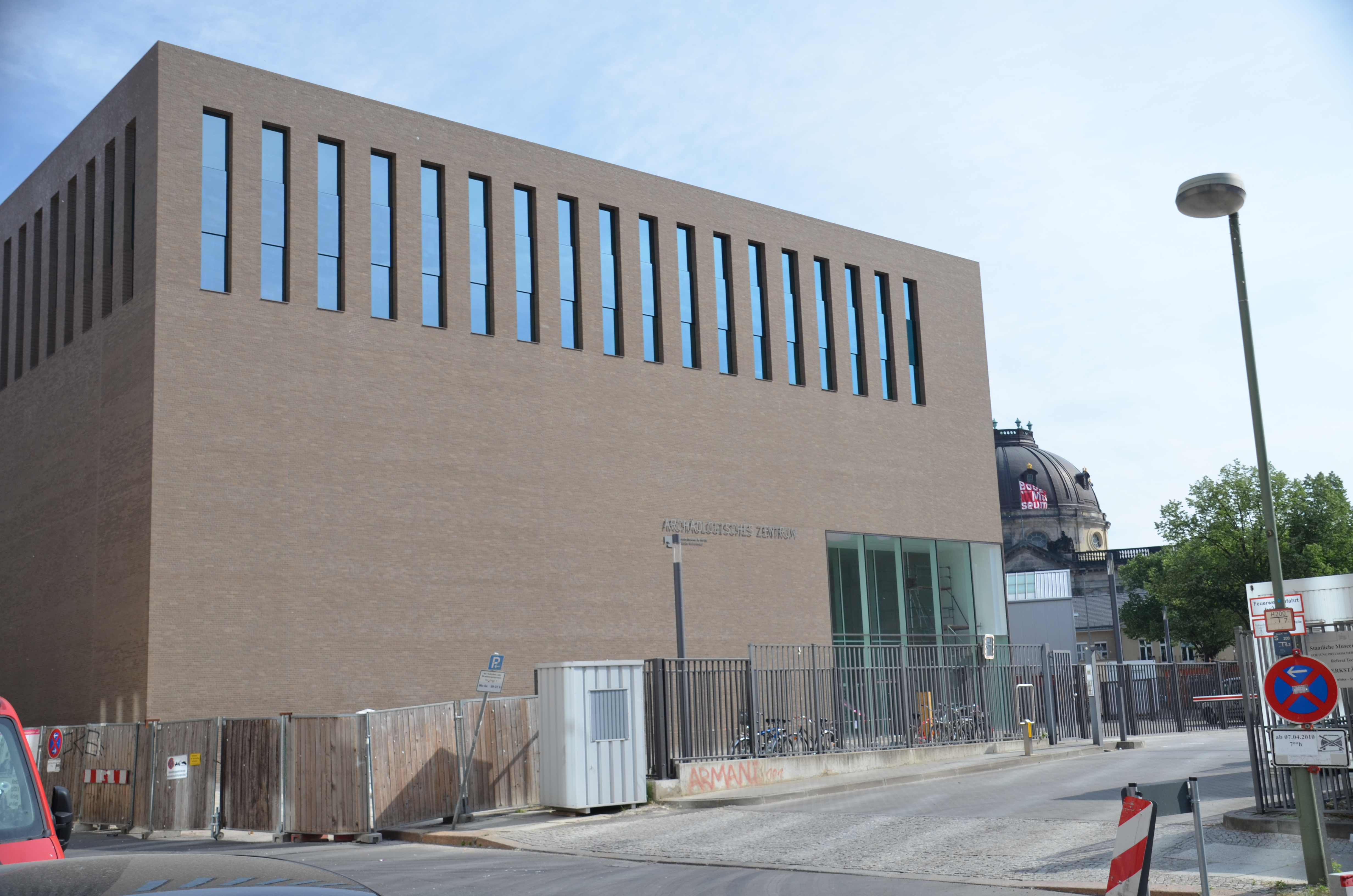
Archäologisches Zentrum

Síť Staatliche Museen zu Berlin zahrnuje 15 sbírek a čtyři výzkumná zařízení v pěti lokalitách.

### Berlin mitte
- Muzejní ostrov
  - Pergamonmuseum (Muzeum starověkého Blízkého východu, Muzeum islámského umění, Antické umění)
  - Bode-Museum (Sochařská sbírka, Byzantské umění, Numismatická sbírka)
  - Alte Nationalgalerie (Stará Národní galerie (sochy a obrazy 19. stol.)
  - Altes Museum (Antická sbírka)
  - Neues Museum (Egyptské muzeum a sbírka papyrusů, Muzeum pravěku a rané historie)
- Archäologische Zentrum (Archeologické centrum Státních muzeí, Geschwister-Scholl-Straße)
- Kostel Friedrichswerder (sochy z počátku 19. stol.)

### Tiergarten / Moabit
- Kulturforum
  - Gemäldegalerie (obrazárna)
  - Kunstgewerbemuseum (Uměleckoprůmyslové muzeum)
  - Kupferstichkabinett (Sbírka kreseb a grafiky)
  - Kunstbibliothek (Knihovna umění)
  - Neue Nationalgalerie (Nová národní galerie)
- Hamburger Bahnhof – Museum für Gegenwart (Muzeum současného umění)

### Charlottenburg
- Museum Berggruen (klasické moderní umění)
- Museum für Fotografie/Helmut Newton Stiftung (Muzeum fotografie / Nadace Helmuta Newtona)
- Sammlung Scharf-Gerstenberg (Sbírka Scharf-Gerstenberg, převážně díla symbolismu a surrealismu)

### Dahlem
- Ethnologisches Museum (Etnologické muzeum - od roku 2019 na Humboldtově fóru, Berlínský palác)
- Museum für Asiatische Kunst (Muzeum asijského umění - od roku 2019 na Humboldtově fóru, Berlínský palác)
- Museum Europäischer Kulturen (Muzeum evropských kultur)

### Zámek Köpenick
- Kunstgewerbemuseum Schloss Köpenick (Uměleckoprůmyslové muzeum)
- Zentraldepot der Staatlichen Museen in Köpenick-Friedrichshagen (Centrální depozitář, ve výstavbě)

## Vědecké instituce
- Gipsformerei, Charlottenburg (dílna sádrových odlitků. S více než 7000 modely je největší svého druhu na světě, nejstarší je 25 000 let stará Venuše Willendorfská)
- Institut für Museumsforschung, Dahlem (Ústav muzejního výzkumu, jeho součástí je od roku 2007 Výzkumné centrum pro výzkum původu uměleckých děl)
- Rathgen-Forschungslabor, Charlottenburg (zabývá se zkoumáním pravosti předmětů určením materiálu, věku a původu, jakož i otázkami týkajícími se restaurování a konzervace)
- Zentralarchiv der Staatlichen Museen zu Berlin, (Centrální archiv Národního muzea v Berlíně, v Archeologickém centru naproti muzeu)